# Đinh Văn Đệ
Đinh Văn Đệ hay Ba Đệ (1924 – 2020) là một quân nhân, chính khách Việt Nam Cộng hòa, từng giữ nhiều chức vụ quan trọng trong Quốc hội Việt Nam Cộng hòa như dân biểu Hạ nghị viện, Phó trưởng khối đối lập, Phó Chủ tịch Hạ viện, Chủ tịch Ủy ban Quốc phòng Hạ viện Việt Nam Cộng Hòa. Ngoài ra, ông được biết đến là điệp viên tình báo chiến lược của Việt Nam Dân chủ Cộng hòa, Bí danh U4 thuộc Cụm tình báo VĐ2. Ông được phong cấp hàm thượng úy Quân Giải phóng miền Nam Việt Nam và được Chủ tịch nước Việt Nam dân chủ cộng hòa tặng Huân chương Chiến công hạng Nhất cũng như được Chính phủ Cách mạng lâm thời Cộng hòa miền Nam Việt Nam tặng thưởng Huân chương Chiến công giải phóng hạng Ba.

## Thân thế
Đinh Văn Đệ sinh năm 1924 (Giáp Tý) tại xã Long Thuận - trước thuộc huyện Tân Châu, tỉnh Châu Đốc, nay thuộc huyện Hồng Ngự, tỉnh Đồng Tháp trong một gia đình đạo Cao Đài có truyền thống cách mạng. Sớm mồ côi cha năm 15 tuổi, gia cảnh mẹ góa con côi rất khó khăn nhưng nhờ được bà con giúp đỡ nên ông đã học hết trung học đệ nhất cấp rồi đi dạy học. Sau tháng 8-1945, khi Đinh Văn Đệ theo cách mạng được vài tháng thì thực dân Pháp quay trở lại và ông bị bắt giam một tháng.

## Thời niên thiếu
Sau khi được thực dân Pháp thả, Đinh Văn Đệ lên Sài Gòn mở quán bán sách rồi mở lớp dạy tư. Năm 1952, Đinh Văn Đệ bị động viên vào Trường sĩ quan trù bị Thủ Đức. Mãn khóa, ông đứng thứ 6 nên được về Bộ Tham mưu Đệ nhất Quân khu (đứng ở tốp 5 thì được ưu tiên về Bộ Tổng tham mưu, từ 6 đến 10 thì về Đệ nhất Quân khu). Viên sĩ quan trẻ, thông minh, nhanh nhẹn Đinh Văn Đệ được thống tướng Lê Văn Tỵ chọn làm trợ lý Tổng tham mưu trưởng, thăng cấp đại úy, sau đó được thăng lên trung tá Chánh văn phòng Tổng tham mưu trưởng QLVNCH vào giữa năm 1957. Cuối năm 1957, tướng Nguyễn Chánh Thi đảo chính hụt Ngô Đình Diệm, ông bị nghi ngờ là dính líu với lực lượng đảo chính và bị quản thúc hơn một tháng. Nhờ mối quan hệ thân thiết của bố vợ ông với Phan Khắc Sửu nên Ba Đệ được bảo lãnh và sau đó được vào học tại Trường Đại học quân sự Đà Lạt và đỗ thủ khoa.

## Hoạt động chính trị
Tháng 11 năm 1963 nổ ra cuộc đảo chính lật đổ Ngô Đình Diệm của Hội đồng Quân nhân Cách mạng do Dương Văn Minh đứng đầu. Đinh Văn Đệ được cử làm Thị trưởng Đà Lạt, sau kiêm Tỉnh trưởng Tuyên Đức, đến năm 1966 thì được thăng cấp đại tá và chuyển sang làm tỉnh trưởng Bình Thuận. Cuối năm 1967, Đinh Văn Đệ từ chức tỉnh trưởng, ứng cử vào Hạ nghị viện, mặc dù bị Nguyễn Văn Thiệu tìm mọi cách đánh trượt, nhưng được sự hậu thuẫn của đông đảo cử tri, ông đã đắc cử ở Đà Lạt và trở thành Phó chủ tịch Hạ nghị viện và Phó trưởng Khối Đối lập.

## Hoạt động tình báo
Kể từ sau cuộc đảo chính Ngô Đình Diệm, Ba Đệ bắt đầu được Mỹ để ý. Tuy nhiên, đây cũng là thời điểm mà trong con người ông bắt đầu có sự chuyển biến tư tưởng mạnh mẽ. Cuộc đấu tranh giằng xé giữa một bên là lý tưởng quốc gia và bên kia là những người anh em ruột thịt trong hàng ngũ cách mạng (ông có người em trai là Đinh Văn Huệ - sĩ quan tình báo, sau này là Đại tá - Cụm trưởng cụm điệp báo VĐ2).
Cuối năm 1967, khi đang là dân biểu Hạ nghị viện, Phó trưởng khối đối lập, Phó Chủ tịch Hạ viện Sài Gòn thì cuộc đời Đinh Văn Đệ trải qua một bước ngoặt lớn. Thông qua sự giác ngộ và bảo lãnh của ông chú, Ba Đệ được em dâu (vợ Đinh Văn Huệ) móc nối và trở thành cơ sở nội tuyến của mạng lưới tình báo thuộc Đoàn 22-Bộ chỉ huy Miền Nam. Ông được đặc cách phong hàm thượng úy Quân giải phóng miền Nam. 
Tổ chức yêu cầu Ba Đệ phải bằng mọi cách nắm cho được chức Chủ tịch Ủy ban Quốc phòng của Hạ viện. Đây là một nhiệm vụ nặng nề bởi Ba Đệ vốn là người của phe đối lập, là "cái gai" trong con mắt của cả hai đời Tổng thống Diệm và Thiệu. Để đạt được mục đích "trèo cao, chui sâu", lấy được lòng người Mỹ lẫn tổng thống Nguyễn Văn Thiệu, Ba Đệ buộc phải thoát ly khỏi phe đối lập và bề ngoài tỏ ra là một người hăng hái chống Cộng. Rồi từ chỗ đối lập với Thiệu, Ba Đệ ngả dần sang phái thân chính quyền. Liên tục trong hai khóa Quốc hội trên danh nghĩa Phó Chủ tịch rồi Chủ tịch Ủy ban Quốc phòng Hạ viện Sài Gòn, Đinh Văn Đệ đã cung cấp cho mạng lưới cách mạng nhiều tin tức quan trọng.
Tháng 1 năm 1975, quân Giải phóng đánh chiếm Phước Long. Đinh Văn Đệ được giao nhiệm vụ tìm hiểu phản ứng của quân đội Sài Gòn sau thất bại này. Thông qua quan hệ với các quan chức cao cấp trong chính phủ Sài Gòn, ông nắm được các thông tin cho thấy quân đội Sài Gòn không có dự định tái chiếm Phước Long nhưng sẽ không kích Lộc Ninh dữ dội, giúp cho quân giải phóng kịp thời chuẩn bị trước ở Lộc Ninh. Trước khi diễn ra chiến dịch Buôn Ma Thuột (3/1975), Đinh Văn Đệ thông qua việc đi thị sát, uỷ lạo quân đội Sài Gòn để tìm hiểu thông tin về hai vấn đề (1) liệu quân đội Sài Gòn có nắm được vị trí của Trung ương Cục Miền Nam và (2) có biết quân Giải phóng đang điều quân để đánh lớn ở Tây Nguyên. Những thông tin do ông cung cấp giúp Quân Giải phóng đoán được ý đồ của đối phương và chủ động tác chiến.
Tháng 3 năm 1975 Tổng thống Nguyễn Văn Thiệu yêu cầu vị Chủ tịch Ủy ban Quốc phòng này phải thuyết phục sao cho Quốc hội Hoa Kỳ phải mở hầu bao, chìa tay ra cứu vớt kẻ đang hấp hối; phải làm cho Quốc hội Hoa Kỳ thấy được, nếu không viện trợ ngay cho Sài Gòn thì Sài Gòn sẽ sụp đổ. Theo yêu cầu của tổ chức, Ba Đệ phải tận dụng cơ hội này để "thuyết phục" Quốc hội Hoa Kỳ... cắt viện trợ. Vì vậy, ông Đệ đã cố ý trình bày tình hình của Việt Nam Cộng hoà thật u ám, dựng lên một bức tranh đen tối về chiến trường, sự sa sút của quân đội Sài Gòn, sự rối ren của chính quyền Nguyễn Văn Thiệu. Những thông tin đó đúng theo yêu cầu của Nguyễn Văn Thiệu, nhưng lại khiến cho Quốc hội Hoa Kỳ tin rằng "Đừng tiếp tục ném tiền qua cửa sổ vô ích" và củng cố thêm quan điểm ngừng tài trợ cho Nguyễn Văn Thiệu. Ngày 6/4/1975, phái đoàn của Đinh Văn Đệ kết thúc chuyến công du Hoa Kỳ về nước mà không đạt được kết quả như chính phủ Sài Gòn mong đợi. Hầu hết các thành viên trong đoàn đều đã cảm nhận được sự buông xuôi của Mỹ qua thái độ lạnh nhạt và thờ ơ của Quốc hội Hoa Kỳ.

## Sau năm 1975
Sau ngày 30 tháng 4 năm 1975, Đinh Văn Đệ công khai thân phận điệp viên, nên không thuộc diện cải tạo. Tuy nhiên, ông vẫn bị nghi ngờ mặc dù dưới sự bảo vệ của Chủ tịch Thành phố Hồ Chí Minh Võ Văn Kiệt, người ta vẫn đối xử với ông như đối với một công chức cao cấp của chế độ Việt Nam Cộng hòa. Năm 1977, ông được phân công công tác ở Trung tâm nghiên cứu dịch thuật và làm ở đây 8 năm, có thời gian từng là quyền giám đốc. Năm 1985, ông xin về hưu.
Sau khi nghỉ hưu, ông xuất gia theo đạo Cao Đài, trở thành Đạo trưởng với thánh danh Thiên Vương tinh, công tác tại trụ sở Cơ quan Phổ thông Giáo lý Đại đạo đường Cống Quỳnh, Quận 1, Thành phố Hồ Chí Minh.

## Tặng thưởng
- Huân chương Chiến công Hạng Nhất
- Huân chương Chiến công giải phóng Hạng Ba
- Huân chương Kháng chiến chống Mỹ Hạng Ba[1]